# 용기 (가수)
용기(본명: 배충석, 1990년 2월 21일 ~)는 대한민국의 가수이다. 2013년부터 2015년까지 엔오엠의 멤버로 활동하였으며 팀 내 댄서를 담당했다.